# Wanya Morris
Wanyá Jermaine Morris (Filadelfia, Pensilvania, 29 de julio de 1973) es un cantante estadounidense, más conocido por ser miembro del grupo de R&B, Boyz II Men. El creció en el barrio Richard Allen de Filadelfia.

## Vida personal
Morris previamente salió con la cantante de R&B Brandy a mediados de los años 1990.
Una vez salió con la cantante de rap de TLC, Lisa "Left-Eye" Lopes. Ellos siguieron siendo amigos y él cantó una canción con ella llamada «Let It Out».
Actualmente reside en Nueva Jersey con su esposa e hijos.

## Dancing with the Stars
El 8 de marzo de 2016, Morris fue anunciado como una de las celebridades que competirían en la temporada 22 de Dancing with the Stars. Él fue emparejado con la bailarina profesional Lindsay Arnold. Morris y Arnold llegaron a la semifinal de la temporada, pero luego fueron eliminados y terminaron la competencia en cuarto puesto en general, a pesar de tener el promedio acumulativo más alto en el momento de su eliminación.

## Discografía

### Proyectos solos no oficiales
- Millennium Renaissance (Compilación) (7 de marzo de 2000)
- Unreleased (Mix Tape)(4 de enero de 2007)

### Apariciones
- "Happy in Hell" (con Colt Ford (Declaration of Independence)